# Cornelia Froboess
Cornelia Froboess, även känd som Conny Froboess, född 28 oktober 1943 i Wriezen, är en tysk sångare och skådespelare. Hon blev känd redan som åttaåring med låten "Pack die Badehose ein". 1962 kom hon sexa i Eurovision Song Contest med låten "Zwei kleine Italiener", som på svenska blev känd som "Tina och Marina".
Froboess filmdebuterade 1951 och blev under 1950-talet och 1960-talet ungdomsstjärna inom tysk film. Hon har fortsatt varit verksam som skådespelare i TV-produktioner och film in på 2010-talet.

## Filmografi, urval
- 1962 – Korpralen
- 1967 – Rheinsberg
- 1982 – Veronika Voss längtan
- 1997 – Knockin' on Heaven's Door